# Xã Grant, Quận Franklin, Nebraska
Xã Grant (tiếng Anh: Grant Township) là một xã thuộc quận Franklin, tiểu bang Nebraska, Hoa Kỳ. Năm 2010, dân số của xã này là 113 người.